# UFC on Fuel TV: Barao vs. McDonald
UFC on Fuel TV: Barão vs. McDonald è stato un evento di arti marziali miste organizzato dalla Ultimate Fighting Championship che si è tenuto il 16 febbraio 2013 alla Wembley Arena di Londra, Regno Unito.

## Retroscena
Tecnicamente fu il primo evento UFC a superare il precedente record di 8 incontri terminati per decisione, in quanto 9 dei 12 incontri della card andarono ai punti, ma in seguito il risultato della sfida tra Matthew Riddle e Che Mills venne cambiato in "No Contest".
Cub Swanson avrebbe dovuto affrontare Dennis Siver, ma quest'ultimo diede forfait e venne sostituito con Dustin Poirier.
Gunnar Nelson doveva vedersela con Justin Edwards, ma Edwards s'infortunò e venne rimpiazzato con il veterano di ritorno Jorge Santiago.

## Risultati

### Card preliminare
- Incontro categoria Pesi Mosca:  Phil Harris contro  Ulysses Gomez

Harris sconfisse Gomez per decisione unanime (30-27, 30-27, 29-28).
- Incontro categoria Pesi Gallo:  Vaughan Lee contro  Motonobu Tezuka

Lee sconfisse Tezuka per decisione unanime (30-27, 30-27, 30-27).
- Incontro categoria Pesi Medi:  Tom Watson contro  Stanislav Nedkov

Watson sconfisse Nedkov per KO Tecnico (ginocchiate e pugni) a 4:42 del secondo round.
- Incontro categoria Pesi Piuma:  Andy Ogle contro  Josh Grispi

Ogle sconfisse Grispi per decisione unanime (29-28, 29-28, 30-27).
- Incontro categoria Pesi Leggeri:  Paul Sass contro  Danny Castillo

Castillo sconfisse Sass per decisione unanime (30-27, 30-27, 29-28).
- Incontro categoria Pesi Leggeri:  Terry Etim contro  Renee Forte

Forte sconfisse Etim per decisione unanime (29-28, 29-28, 30-27).

### Card principale
- Incontro categoria Pesi Welter:  Che Mills contro  Matthew Riddle

Inizialmente vittoria di Riddle per decisione divisa (29-28, 28-29, 30-27), poi cambiata in No Contest perché lo stesso Riddle venne trovato positivo all'utilizzo di marijuana.
- Incontro categoria Pesi Mediomassimi:  James Te-Huna contro  Ryan Jimmo

Te-Huna sconfisse Jimmo per decisione unanime (29-27, 29-28, 29-28).
- Incontro categoria Pesi Welter:  Gunnar Nelson contro  Jorge Santiago

Nelson sconfisse Santiago per decisione unanime (29-28, 29-28, 30-27).
- Incontro categoria Pesi Mediomassimi:  Jimi Manuwa contro  Cyrille Diabaté

Manuwa sconfisse Diabaté per KO Tecnico (infortunio) a 5:00 del primo round.
- Incontro categoria Pesi Piuma:  Cub Swanson contro  Dustin Poirier

Swanson sconfisse Poirier per decisione unanime (29-28, 30-27, 30-27).
- Incontro per il titolo dei Pesi Gallo ad Interim:  Renan Barão (ic) contro  Michael McDonald

Barão sconfisse McDonald per sottomissione (triangolo di braccio) a 3:57 del quarto round e difese il titolo dei pesi gallo ad interim.

## Premi
I seguenti lottatori sono stati premiati con un bonus di 50.000 dollari:
- Fight of the Night:  Tom Watson contro  Stanislav Nedkov
- Knockout of the Night:  Tom Watson
- Submission of the Night:  Renan Barão